# Російська анімація
Російська анімація — вид російського кіномистецтва, твори якого створюють методом покадрової зйомки послідовних фаз руху мальованих (графічна або мальована анімація) або об'ємних (об'ємна або лялькова анімація) картинок. Належить до сукупності європейських анімацій.

## Імперськадоба

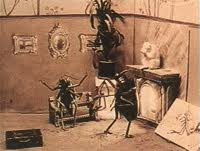
Кадр з мультфільму Старєвіча

Першим російським аніматором був Олександр Ширяев, балетмейстер Маріїнського театру, виробник перших у світу лялькових мультфільмів. З 1906 по 1909 рік він поставив ряд плівок з танцючими фігурками на фоні нерухомих декорацій, у яких з точністю відтворив балетні парії. Фільми були зняті на 17,5-міліметрову плівкк. Створення першого фільму пішло три місяці. За это время Ширяев протёр ногами дыру в паркете, поскольку постоянно находился между кинокамерой и декорацией.
Свої роботи він показував лише знайомим і студентам в освітніх цілях, на широкий екран вони не виходили і за радянських часів були майже забуті. У 1995 році історик балету і кінознавець Віктор Бочаров придбав архів Ширяєва, де виявив низку документальних і художніх фільмів, а також мальовані і лялькові мультфільми. Серед них були «Гравці в м'яч клоуни», «Художники П'єро» і любовна драма зі щасливим кінцем «Жарти Арлекіна». Ляльки Ширяєва не просто ходять по землі, а й стрибають, і крутяться в повітрі, що дивує навіть сучасних мультиплікаторів.
До відкриття Бочарова першим російським мультиплікатором і першим в світі режисером лялькових фільмів вважався Владислав Старєвіч. Будучи біологом за освітою, в 1910 році він вирішив зняти навчальний фільм Lucanus Cervus про битву жуків-рогачів за самку. Під час зйомки з'ясувалося, що при необхідному висвітленні самці стають пасивними. Тоді Старевич препарував жуків, приробив до лапок тонкі зволікання, прикріпив їх воском до тулуба і зняв потрібну йому сцену покадрово. Фільм в прокат не вийшов, але сприяв приходу режисера на кінофабрику Олександра Ханжонкова.
У тій же техніці Старєвіч зняв вийшов в широкий прокат в 1912 році короткометражний фільм «Прекрасна Люканіда, або Війна вусанів з рогачами», в якому жуки розігрували сцени, пародіюють сюжети з лицарських романів. Фільм користувався шаленим успіхом у російських і зарубіжних глядачів аж до середини 1920-х років, а у відгуках критиків відчувалося здивування тим, яких неймовірних речей можна домогтися дресируванням від комах.
Незабаром після «Люканіда» на екрани вийшли лялькові короткометражки «Помста кінематографічного оператора» (1912), «Бабка й мураха» (1913), «Різдво у мешканців лісу» (1913), «Веселі сценки з життя тварин» (1913), « Лілія Бельгії »(1915), які увійшли в золотий фонд світового кінематографа. У фільмі «Ніч перед Різдвом» (1913) Старевич вперше об'єднав в одному кадрі акторську гру і лялькову мультиплікацію.
Після Жовтневої революції Старєвіч з родиною емігрував до Італії, потім — до Франції, де продовжив знімати мультфільми. Серед його робіт був перший в світі повнометражний ляльковий фільм «Рейнеке-Лис» (1930).

## СучаснаРосія
У зв'язку з розпадом СРСР в 1991 році, 30 вересня 1992 був створений Державний комітет РФ по кінематографії в підпорядкуванні якого перейшов в тому числі і «Союзмультфільм». 7 травня 1992 року Телевізійний технічний центр імені 50-річчя Жовтня (разом з майстернею мультфільмів) і ТПО «Союзтелефільм» перейшли створеної ще 27 грудня 1991 року Російської державної телерадіокомпанії «Останкіно», однак замість ТПО «Союзтелефільм» в підпорядкуванні у неї було створено Творче об'єднання «Екран» в рамках якої була створена студія мультиплікаційних фільмів. У цей період виникають перші приватні мультиплікаційні студії, такі як «Пілот» створена ще в 1988 році частиною колишніх працівників Творчого об'єднання «Екран». На студії також як і в студії мультиплікаційних фільмів «Екрану» випускалися мультфільми засновані на спрощеному малюнку. На початку 1990-х років студія «Крістмас Филмз» (яка відокремилася частина колишнього «Союзмультфільму») спільно з британською студією «S4C» випустила серію постановок Шекспіра для BBC.
В 1992 року компанія Film by Jove підписала договір з орендним підприємством «Союзмультфільм» і отримала ексклюзивні права на використання, реставрацію, розповсюдження, ліцензування продукції «Союзмультфільму» за межами колишнього СРСР. Це вилилося у велику, що отримала неоднозначну оцінку, роботу з реставрації фільмів і видання серії Masters Of Russian Animation. Мультфільми були переозвучив, проте якість музичного та мовного озвучування в новому варіанті значно поступається оригінальному. 3 вересня 2007 роки права на поширення були викуплені Алішером Усмановим і передані російському державному телеканалу «Бібігон».
У 2000 році ряд радянських мультфільмів 1940-50-х рр. (Головним чином «Чужий голос», «Зозуля і шпак», «Машенькін концерт», «Лев і заєць», «Золота антилопа», «Гуси-лебеді», «Мойдодир» і інші, всього 37 мультфільмів) були відреставровані і переозвучив ТОВ «Студія АС» і випущені ТОВ «Дитячий сеанс 1» в 2001 році. У нових версіях була повністю замінена фонограма (замість класичної музики звучав синтезатор), до переозвучення залучені сучасні актори, в титрах замінені дані про звукорежисер і акторів озвучування. Переозвучка була вкрай негативно сприйнята як більшістю телеглядачів, так і членами професійної спільноти. Керівництво «Союзмультфільму» заявило про непричетність до переозвучки.
Зараз в Росії відновленням вітчизняних стрічок займається кінооб'єднання «Крупний план».
У 1995 році була ліквідована РДТРК «Останкіно» (була створена в 1991 році замість Держтелерадіо СРСР), разом з нею припинило існування Творче об'єднання «Екран» (було створено замість «Союзтелефільм» діяльність якого з 1992 року була фактично заморожена) і його студія мультиплікаційних фільмів, одночасно завмирає діяльність студій телефільмів при місцевих ДТРК. Регулярний показ мультиплікаційних сеансів в кінотеатрах також практично припиняється. Разом з тим АТ «Громадське російське телебачення» (з 2002 року - АТ «Перший канал») якому в тому ж році перейшло мовлення загальноросійської першої програми стало регулярно показувати мультфільми «Союзмультфільму» як в своїй передобідні програмі так і в рамках дитячої програми «Спокійної ночі, малята », однак на початку 2000-х подібна практика майже повністю припинилася, а програма« на добраніч, малята »стала виходити на іншій програмі.
У 1996 році Юрієм Агаповим був випущений комп'ютерний мультфільм «Сузір'я лева». За оцінкою журналу «Техніка кіно і телебачення» (2003), цей фільм увійшов в історію кінематографа як перший комп'ютерний фільм, знятий в Росії.
У Росії щорічно проводиться анімаційний фестиваль в Суздалі (раніше «Таруса») і раз на два роки міжнародний фестиваль мультиплікаційних фільмів «Крок» (в інші роки він проходить в Україні). Існують і інші фестивалі дрібнішого масштабу (наприклад, «Мультиматограф»). Роботи вітчизняних художників-мультиплікаторів також успішно виставляються на зарубіжних фестивалях (наприклад, «Старий і море» (1999), «Собача дверця»).
З кінця 2000-х років студія «Союзмультфільм» поступово почала набувати нове життя. Змінилося керівництво, з'явилися нові співробітники, почалися зйомки нових мультфільмів, багато з яких вже встигли отримати нагороди на різних фестивалях. Так само поновилися зйомки популярного мультжурнала «Весела карусель», повним ходом йде створення повнометражного мультфільму «Суворов».
Проте, щорічно на мультиплікацію в Росії з бюджету виділяється 800 млн руб. (2017), проте ця сума не порівнянна навіть з бюджетом мультфільму «Шрек», як заявив міністр культури РФ Володимир Мединський.
Знімаються повнометражні мультфільми («Олешко Попович і Тугарин Змій» (2004), «Князь Володимир» (2004), «Елька» (2006) та інші). Широку популярність (і резонанс, за кордоном) отримав мультиплікаційний серіал «Маша та Ведмідь» (з 2009 року).
Тим часом, поки російська мультиплікація не справляється з зарубіжної конкуренцією: у Росії на рік знімаються близько 20-30 годин мультфільмів (2009), у Франції - 350, на Заході і в Китаї - тисячі годин, в Японії і США - десятки тисяч. З огляду на те, що в пору розквіту вітчизняної мультиплікації «Союзмультфільм» щорічно випускав по 300-400 екранних годин, нинішній період в історії російської мультиплікації можна назвати кризою.

## Анімаційні студії
Найбільші анімаційні студії
- Пілот
- Мельница
- Майстер-фільм

Також, існують багато студій, що випускають по два-три фільми в рік.